# Wilhelmsburger Reichsstraße

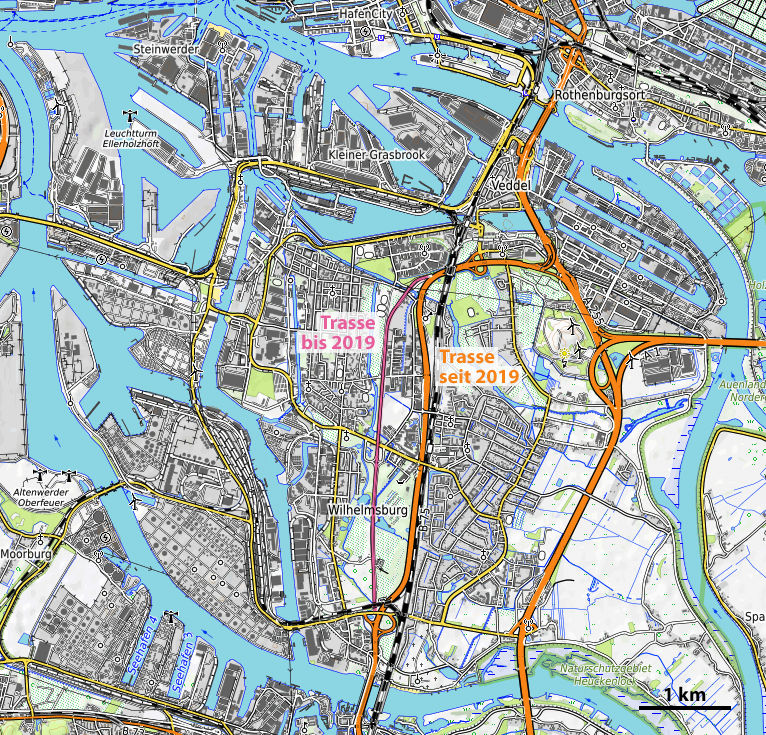
Alter und neuer Verlauf der Wilhelmsburger Reichsstraße

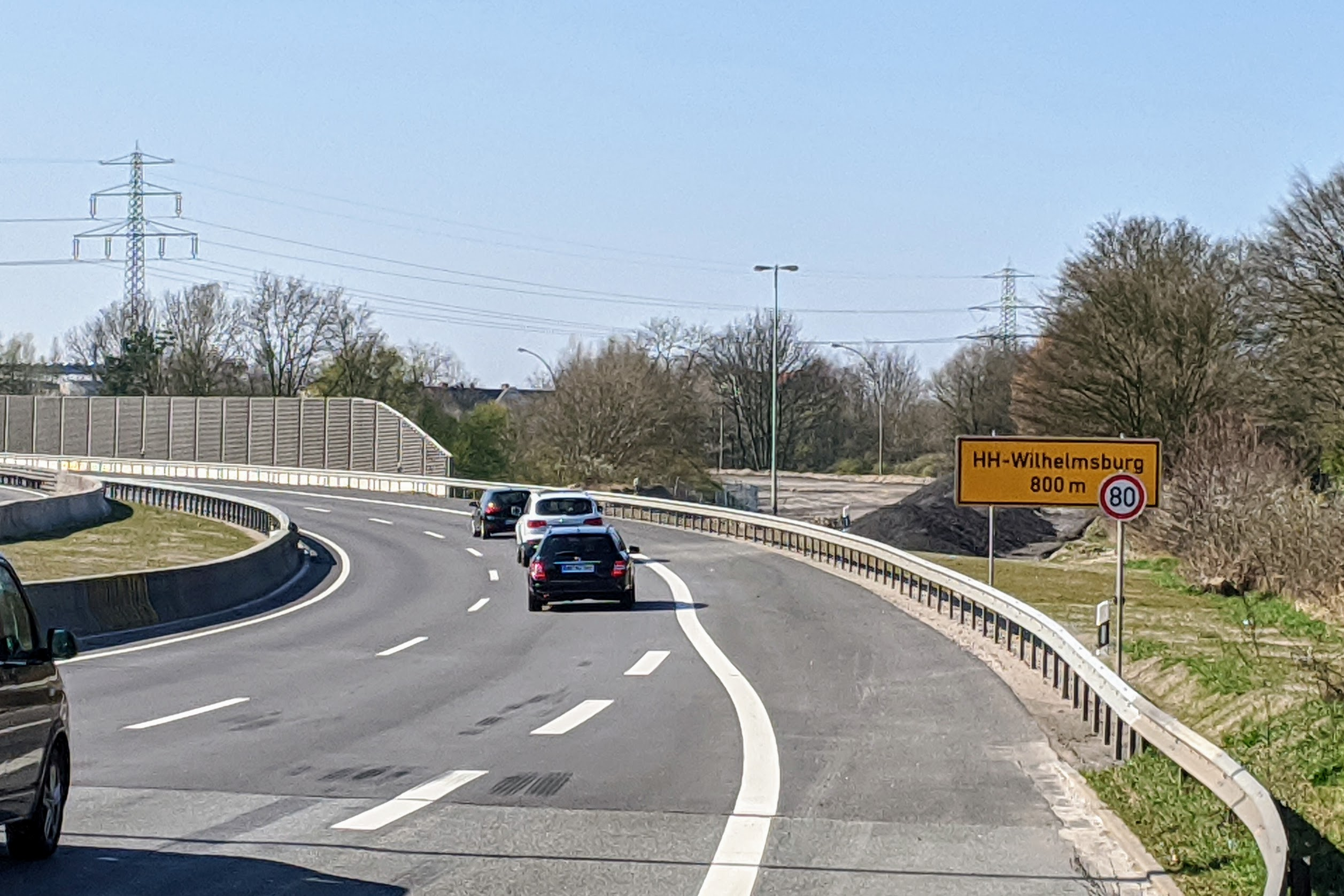
Nördliche Ausfädelung der neuen Trasse, im Hintergrund die alte Trasse (März 2020)

Die Wilhelmsburger Reichsstraße ist eine vierstreifige Bundesstraße in Hamburg, die die Innenstadt mit dem südlich der Elbe gelegenen Stadtteil Harburg verbindet. Sie verläuft kreuzungsfrei durch den Stadtteil Wilhelmsburg mit drei Anschlussstellen (Georgswerder, Wilhelmsburg/Rotenhäuser Straße und Wilhelmsburg-Süd/Kornweide). Von dort verlief sie ursprünglich weiter zur Brücke des 17. Juni über die Süderelbe nach Harburg, von 1983 bis 2019 zur östlich davon neu gebauten Europabrücke, wobei der südlichste Abschnitt ab der Anschlussstelle Wilhelmsburg-Süd zur Bundesautobahn 253 umgewidmet war.
Die stark befahrene Verbindungsstraße wurde seit 1930 geplant und gebaut, aber erst nach Kriegsende ab 1949 vollendet und 1951 eröffnet. In der Planung hieß sie zunächst „Straße F“, später sollte sie nach dem ehemaligen Reichspräsidenten Friedrich-Ebert-Straße heißen, wurde nach 1933 jedoch Adolf-Hitler-Straße genannt. Nach dem Zweiten Weltkrieg erhielt sie den heutigen Namen.
Über die Wilhelmsburger Reichsstraße verliefen bis 2019 die Bundesstraßen B 4 und B 75, seit der Verlegung nur noch die B 75. 2014 befuhren etwa 58.000 Fahrzeuge pro Werktag die Straße.

## Verlegung

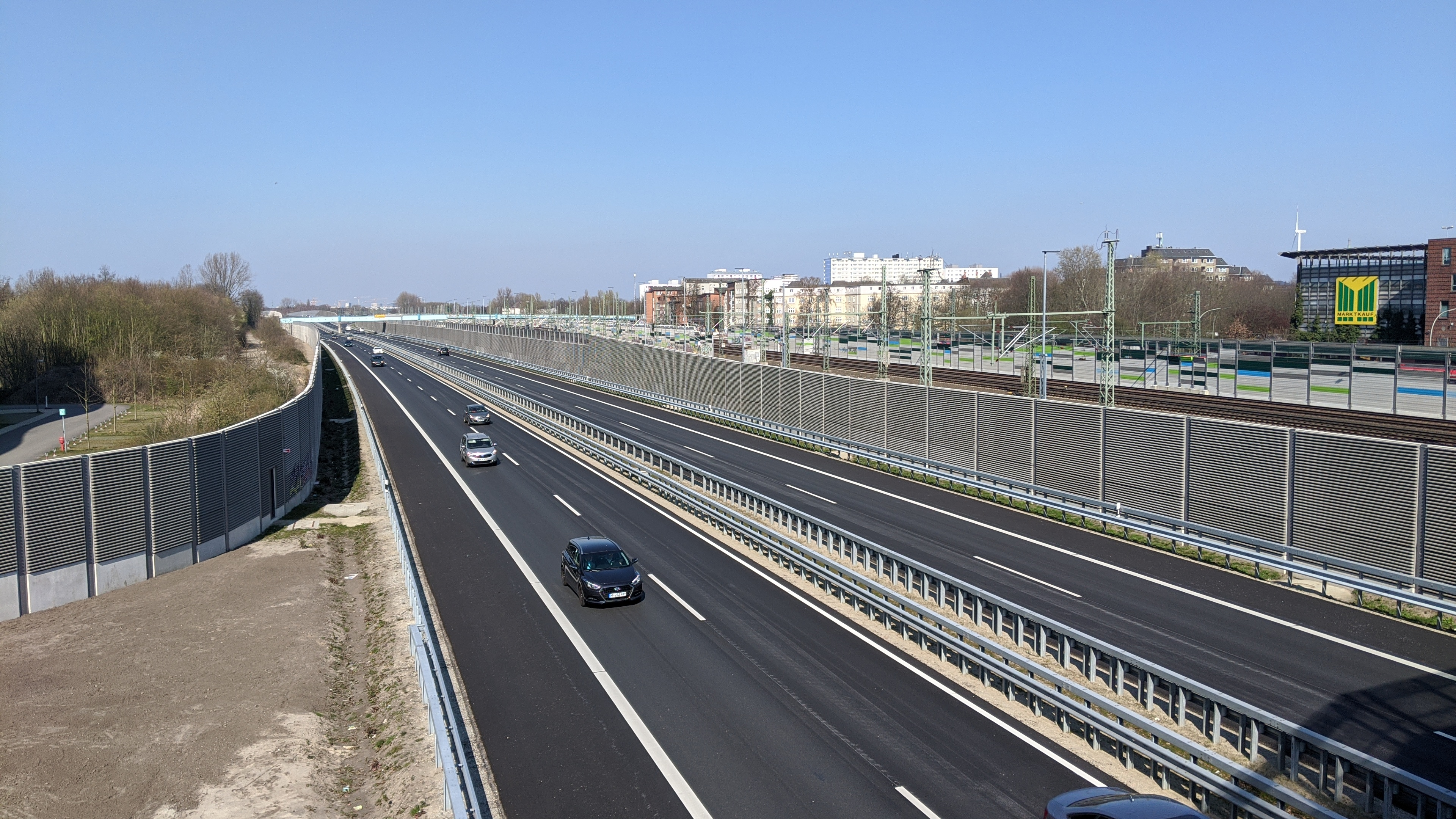
Neue Trasse beim S-Bahnhof Wilhelmsburg

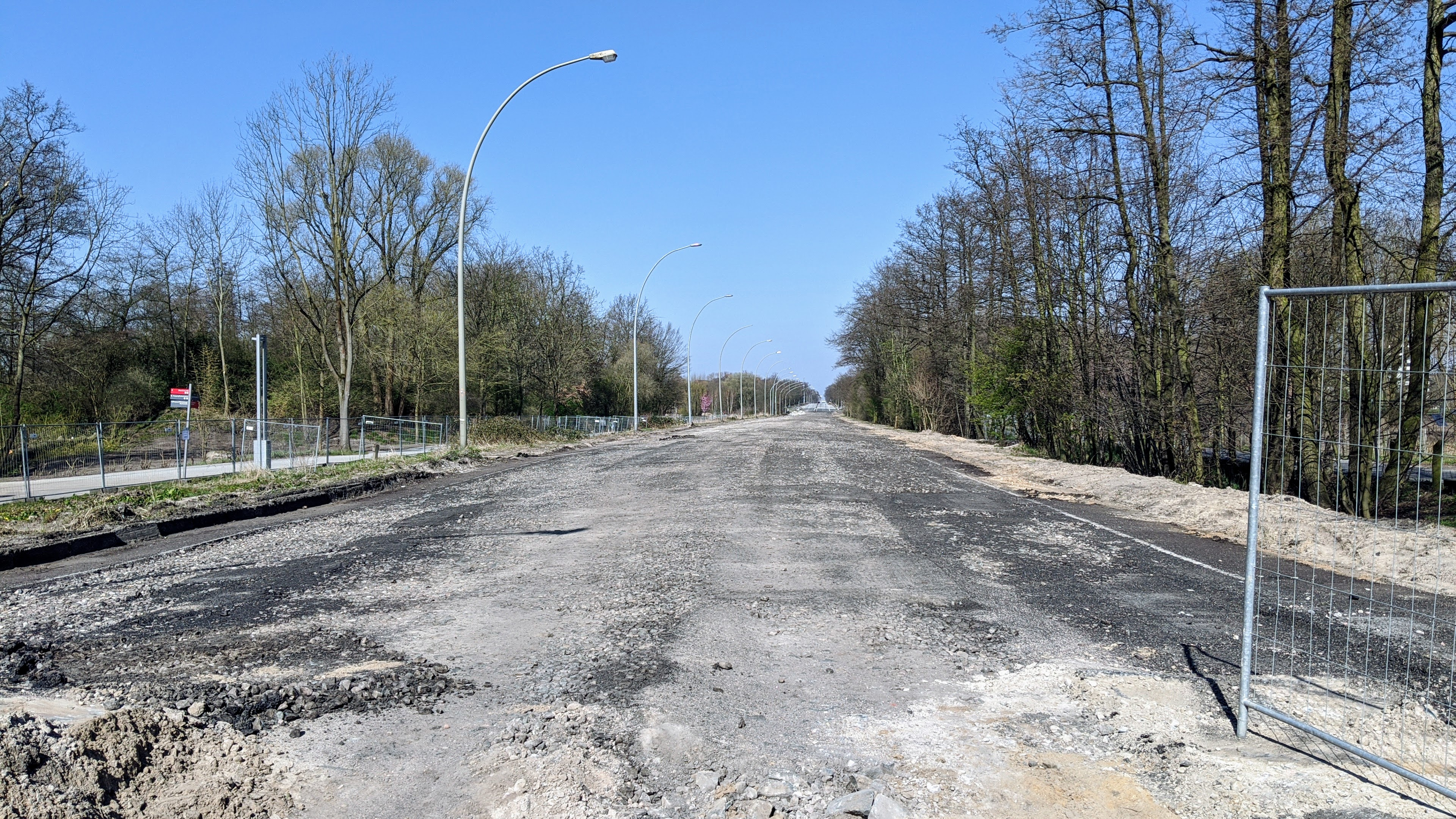
Alte Trasse während des Rückbaus (März 2020)

Zwischen 2013 und 2019 wurde die Trasse der Wilhelmsburger Reichsstraße um etwa 400 Meter nach Osten an die Bahngleise der Eisenbahnstrecke Wanne-Eickel–Hamburg verlegt. Durch diese Maßnahme sollte zum einen die Lärmbelastung durch die beiden stark befahrenen Verkehrsachsen an einem Ort gebündelt und durch verbesserten Lärmschutz reduziert werden. Zum andern soll entlang der alten Trasse Platz für Grünflächen und rund 5000 neue Wohnungen geschaffen werden.
Der erste Spatenstich für den 4,6 Kilometer langen Straßenneubau erfolgte am 8. August 2013 durch Bundesverkehrsminister Peter Ramsauer und den Ersten Bürgermeister Olaf Scholz. Die Kosten der Verlegung stiegen von ursprünglich veranschlagten 67 auf 318 Millionen Euro. Einen Tag früher als geplant wurde die neue Trasse am 6. Oktober 2019 für den Verkehr freigegeben.
Bis zur Verlegung verband die Wilhelmsburger Reichsstraße die Autobahnen A 252 im Norden und A 253 im Süden, die beide zur Bundesstraße 75 herabgestuft wurden.
Kurz nach der Straßenverlegung begann der Rückbau der alten Wilhelmsburger Reichsstraße.